# Kontinentalno pravo
Kontinentalno pravo pravni je sustav koji potječe iz kontinentalne Europe (Europa osim Velike Britanije i Irske) i prihvaćen je u većem dijelu svijeta. Sustav kontinentalnog prava intelektualiziran je unutar okvira rimskog prava i sa temeljnim načelima kodificiranim u sustav koji se može uputiti, a koji služi kao primarni izvor prava. Često se suprotstavlja sustavu anglosaksonskog prava koji je nastao u srednjovjekovnoj Engleskoj. Dok kontinentalno pravo ima oblik pravnih kodeksa, pravo u sustavima anglosaksonskog prava povijesno je proizašlo iz nekodificirane sudske prakse koja je nastala kao rezultat sudskih odluka, priznajući prethodne sudske odluke kao pravno obvezujuće presedane.
Povijesno, kontinentalno pravo skupina je pravnih ideja i sustava koji su u konačnici proizašli iz Corpus Juris Civilis, ali su uvelike prekriveni napoleonskom, germanskom, kanonskom, feudalnom i lokalnom praksom, kao i doktrinarnim strujama kao što su: prirodni zakon, kodifikacija i pravni pozitivizam.
Konceptualno, kontinentalno pravo polazi od apstrakcija, formulira opća načela i razlikuje materijalna pravila od procesnih pravila. Smatra da je sudska praksa sekundarna i podređena zakonskom pravu. Postoje ključne razlike između statuta i kodeksa. Najizraženije značajke građanskih sustava su njihovi pravni kodeksi, sa sažetim i široko primjenjivim tekstovima koji obično izbjegavaju činjenično specifične scenarije. Kratki članci u zakoniku kontinentalnog prava bave se općenitostima i razlikuju se od članaka anglosaksonskog zakona, koji su često vrlo dugački i vrlo detaljni.
Kontinentalno pravo se može dalje dijeliti na: francusko (romansko), germansko, skandinavsko i kinesko. U Hrvatskoj se prakticira germansko kontinentalno pravo.